# Nederlandse waterpoloploeg (mannen)

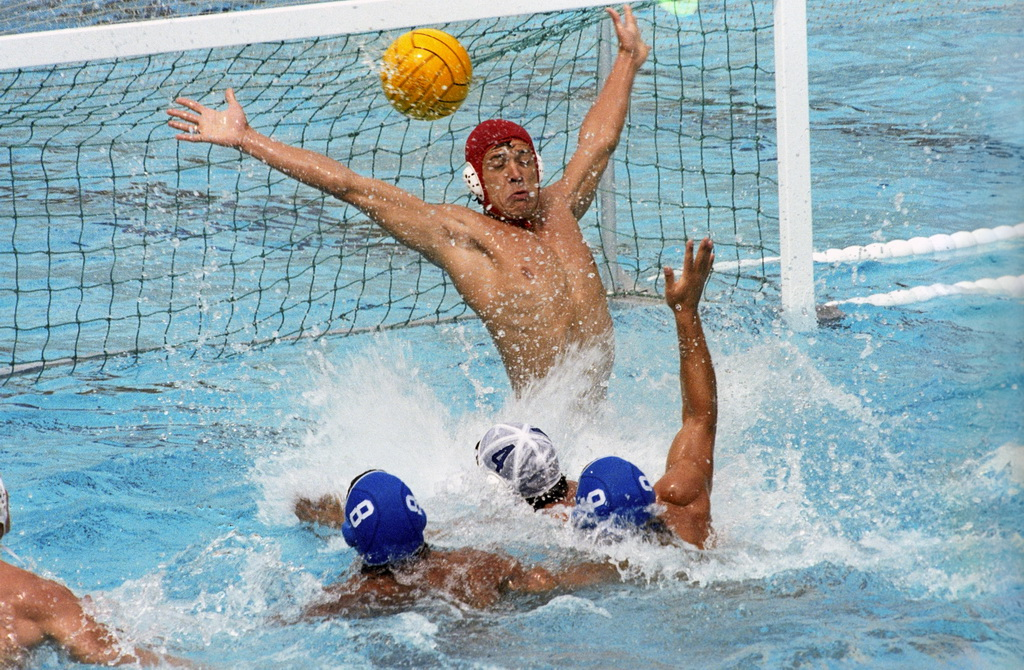
Nederland-Hongarije op de Olympische spelen van 1980

De Nederlandse waterpoloploeg (mannen) is het nationale team van mannelijke waterpolospelers dat Nederland vertegenwoordigt in internationale wedstrijden. De ploeg veroverde in 1948 en 1976 de bronzen medaille op de Olympische Spelen. Na het winnen van brons op de Olympische Spelen werd het team in 1976 tot Sportploeg van het jaar uitgeroepen.

## Resultaten

### Olympische Spelen
- 1900 - Niet gekwalificeerd
- 1904 - Niet gekwalificeerd
- 1908 - 4e
- 1920 - 4e
- 1924 - 7e
- 1928 - 5e
- 1932 - Niet gekwalificeerd
- 1936 - 5e
- 1948 -  3e
- 1952 - 5e
- 1956 - Niet deelgenomen
- 1960 - 8e
- 1964 - 8e
- 1968 - 7e
- 1972 - 7e
- 1976 -  3e
- 1980 - 6e
- 1984 - 6e
- 1988 - Niet gekwalificeerd
- 1992 - 9e
- 1996 - 10e
- 2000 - 11e
- 2004 - Niet gekwalificeerd
- 2008 - Niet gekwalificeerd
- 2012 - Niet gekwalificeerd
- 2016 - Niet gekwalificeerd
- 2020 - Niet gekwalificeerd

### Wereldkampioenschap
- WK 1973 - 8e
- WK 1975 - 8e
- WK 1978 - 13e
- WK 1982 - 4e
- WK 1986 - 14e
- WK 1991 - Niet gekwalificeerd
- WK 1994 - 8e
- WK 1998 - Niet gekwalificeerd
- WK 2001 - 9e
- WK 2003 - Niet gekwalificeerd
- WK 2005 - Niet gekwalificeerd
- WK 2007 - Niet gekwalificeerd

### FINA World Cup
- 1979 - Niet gekwalificeerd
- 1981 - Niet gekwalificeerd
- 1983 - 6e
- 1985 - 6e
- 1987 - Niet gekwalificeerd
- 1989 - Niet gekwalificeerd
- 1991 - Niet gekwalificeerd
- 1993 - Niet gekwalificeerd
- 1995 - 7e
- 1997 - Niet gekwalificeerd
- 1999 - Niet gekwalificeerd
- 2002 - Niet gekwalificeerd
- 2006 - Niet gekwalificeerd

### Europees Kampioenschap
- EK 1938 -  3e
- EK 1950 -  1e
- EK 1974 - 4e
- EK 1977 - 5e
- EK 1981 - 8e
- EK 1983 - 6e
- EK 1985 - 7e
- EK 1987 - 12e
- EK 1989 - 8e
- EK 1991 - 9e
- EK 1993 - 8e
- EK 1995 - 10e
- EK 1997 - 9e
- EK 1999 - 12e
- EK 2001 - 10e
- EK 2003 - 11e
- EK 2006 - 10e
- EK 2008 - Niet gekwalificeerd
- EK 2010 - Niet gekwalificeerd
- EK 2012 - 10e
- EK 2014 - Niet gekwalificeerd
- EK 2016 - 12e
- EK 2018 - 10e
- EK 2020 - 15e
- EK 2022 - 11e
- EK 2024 - 11e

## Selecties
- Olympische Spelen 1908 - 4e
  - Bouke Benenga, Johan Cortlever, Jan Hulswit, Eduard Meijer, Karel Meijer, Piet Ooms en Johan Rühl.
- Olympische Spelen 1920 - 4e
  - Gé Bohlander, Johan Cortlever, Leen Hoogendijk, Carl Kratz, Karel Meijer, Piet Plantinga, Jean Baptiste van Silfhout, Karel Struijs en Piet van der Velden.
- Olympische Spelen 1924 - 7e
  - Jan den Boer, Willy Bohlander, Gé Bohlander, Willem Bokhoven, Sjaak Köhler, Han van Senus en Karel Struijs.
- Olympische Spelen 1928 - 5e
  - Koos Köhler, Sjaak Köhler, Frans Kuyper, Cornelis Leenheer, Abraham van Olst, Jan Scholte, Han van Senus en Jean van Silfhout. Bondscoach: Martin Meigen.
- Olympische Spelen 1936 - 5e
  - Kees van Aelst, Lex Franken, Ru den Hamer, Jan van Heteren, Hans Maier, Soesoe van Oostrom Soede, Gé Regter, Herman Veenstra en Joop van Woerkom. Bondscoach: Frans Kuyper.
- Olympische Spelen 1948 -  Brons
  - Cor Braasem, Ruud van Feggelen, Henny Keetelaar, Nijs Korevaar, Joop Rohner, Frits Ruimschotel, Piet Salomons, Frits Smol en Hans Stam. Bondscoach: Frans Kuyper.
- Olympische Spelen 1952 - 5e
  - Gerrit Bijlsma, Cor Braasem, Joop Cabout, Ruud van Feggelen, Max van Gelder, Nijs Korevaar en Frits Smol. Bondscoach: Frans Kuyper.
- Olympische Spelen 1960 - 8e
  - Fred van Dorp, Henk Hermsen, Ben Kniest, Harry Lamme, Bram Leenards, Hans Muller, Harro Ran, Harry Vriend en Fred van der Zwan. Bondscoach: Frans Kuyper.
- Olympische Spelen 1964 - 8e
  - Jan Bultman, Fred van Dorp, Henk Hermsen, Ben Kniest, Bram Leenards, Hans Muller, Wim van Spingelen, Nico van der Voet, Harry Vriend, Wim Vriend en Gerrit Wormgoor. Bondscoaches: Ruud van Feggelen en Frits Smol.
- Olympische Spelen 1968 - 7e
  - Bart Bongers, Fred van Dorp, Loet Geutjes, André Hermsen, Hans Hoogveld, Evert Kroon, Ad Moolhuijzen, Hans Parrel, Nico van der Voet, Feike de Vries en Hans Wouda. Bondscoaches: Ruud van Feggelen en Gerrit Jansen.
- Olympische Spelen 1972 - 7e
  - Mart Bras, Ton Buunk, Wim Hermsen, Hans Hoogveld, Evert Kroon, Hans Parrel, Ton Schmidt, Wim van de Schilde, Gijze Stroboer, Jan Evert Veer en Hans Wouda. Bondscoach: Harry Vriend.
- Olympische Spelen 1976 -  Brons
  - Alex Boegschoten, Ton Buunk, Andy Hoepelman, Evert Kroon, Nico Landeweerd, Hans Smits, Gijze Stroboer, Rik Toonen, Jan Evert Veer, Hans van Zeeland en Piet de Zwarte. Bondscoach: Ivo Trumbić.
- Olympische Spelen 1980 - 6e
  - Stan van Belkum, Wouly de Bie, Ton Buunk, Jan Jaap Korevaar, Nico Landeweerd, Aad van Mil, Ruud Misdorp, Dick Nieuwenhuizen, Eric Noordegraaf, Jan Evert Veer en Hans van Zeeland. Bondscoach: Ivo Trumbić.
- Olympische Spelen 1984 - 6e
  - Johan Aantjes, Stan van Belkum, Wouly de Bie, Ton Buunk, Ed van Es, Anton Heiden, Nico Landeweerd, Aad van Mil, Ruud Misdorp, Dick Nieuwenhuizen, Eric Noordegraaf, Roald van Noort en Remco Pielstroom. Bondscoaches: Dennis Pocsik en Nico van Selst.
- Olympische Spelen 1992 - 9e
  - Bert Brinkman, Arie van de Bunt, Marc van Belkum, Robert Havekotte, Koos Issard, John Jansen, Gijs van der Leden, Harry van der Meer, Hans Nieuwenburg, Remco Pielstroom, John Scherrenburg, Jalo de Vries en Jan Wagenaar.
- Olympische Spelen 1996 - 10e
  - Arie van de Bunt, Gert de Groot, Arno Havenga, Koos Issard, Bas de Jong, Niels van der Kolk, Marco Kunz, Harry van der Meer, Hans Nieuwenburg, Joeri Stoffels, Eelco Uri en Wyco de Vries. Bondscoach: Hans van Zeeland.
- Olympische Spelen 2000 - 11e
  - Arie van de Bunt, Marco Booij, Bjørn Boom, Bobbie Brebde, Matthijs de Bruijn, Arno Havenga, Bas de Jong, Harry van der Meer, Gerben Silvis, Kimmo Thomas, Eelco Uri en Niels Zuidweg. Bondscoach: Johan Aantjes.